# Тип 87 (бронеавтомобиль)
Тип 87 (Type 87) — боевая разведывательная машина сухопутных сил самообороны Японии.

## История
Решение о разработке колёсной боевой разведывательной машины было принято в конце 1970-х годов, а в 1982 году в серийное производство была запущена командно-штабная машина, получившая обозначение Тип 82. Вскоре была запущена в производство и бронированная разведывательная машина БРМ Тип 87 (Type 87). К концу 1988 года их было изготовлено 8 единиц.

## Двигатель и ходовая часть
БРМ Тип 87 (Type 87) выполнена с колёсной формулой 6x6. Отделение управления с местом водителя находится спереди корпуса, моторно-трансмиссионное отделение с 10-цилиндровым дизельным двигателем жидкостного охлаждения 10PBI - в кормовой части сварного из броневых листов корпуса.

## Вооружение
В боевом отделении БРМ Тип 87 (Type 87) установлена двухместная башня кругового вращения с автоматической 25-мм пушкой "Oerlikon Contraves KBA" и спаренным с ней 7,62-мм пулемётом. Кроме того на башне смонтированы дымовые гранатомёты.

## Экипаж
Экипаж БРМ Тип 87 (Type 87) состоит из пяти человек: командир, наводчик, механик-водитель, радист и наблюдатель.

## Штатное оборудование
В состав штатного оборудования БРМ Тип 87 (Type 87) входят средства защиты от оружия массового поражения, радиостанция, навигационная система, средства пожаротушения.

## Страны-эксплуатанты
- Япония — 111 единиц, по состоянию на 2022 год[3].